# Петер Хертел
Петер Лудвиг Хертел (21 април 1817 – 13 юни 1899) е германски композитор на танцова музика, известен с балетите „Зле опазеното момиче“, „Фауст“ (Satanella oder Metamorphosen)  и „Приключението на Флик и Флок“ (Die Abenteuer von Flick und Flock).

## Биография
Роден е в Берлин. Учи цигулка и композиция при Едуард Риц, Фридрих Шнайдер и Адолф Маркс. От 1858 г. до смъртта си работи като капелмайстор и композитор в Кралската опера в Берлин, където си сътрудничи с Пол Тальони. През 1860 г. гастролира като гост диригент в Ковънт Гардън.
Автор на над 20 балета, най-известният от които е „Зле опазеното момиче“.